# 192고지 사건
192고지 사건(The incident on Hill 192)은 베트남 전쟁 당시인 1966년 11월 19일 미군 1개 분대가 젊은 베트남 여성인 판 티 마오(Phan Thi Mao)를 납치, 강간, 살해한 사건이다. 병사들이 재판을 받은 후 언론에 보도되어 미국 내에 알려지기 시작하였고 1969년 대니얼 랑(Daniel Lang)이 《더 뉴요커》에 관련 르포를 기고하여 널리 알려졌다. 이후 몇 권의 책이 더 출간되었다. 1970년 독일의 미하엘 버호벤이 이 사건을 소재로 한 영화 《오케이》를 제작했고, 1989년에는 브라이언 드 팔마가 랑의 단행본 내용에 기반한 영화 《전쟁의 사상자들》을 감독했다.

## 사건
1966년 11월 17일 미 제1기병사단 예하의 제8기병연대 2대대 C중대 소속의 병장 데이비드 에드워드 저베이스(당시 20세)와 일등병 스티븐 캐봇 토머스(당시 21세)는 3명의 다른 분대원과 함께 다음 번 수색 작전에 나가면 "예쁜 여자"를 납치하고 작전이 끝나는 "5일째가 되면 죽여버리자"고 모의하였다. 저베이스는 이게 바로 "분대의 사기 진작"이라고 부추겼다.
다음날인 11월 18일 새벽 5시 무렵 분대는 빈딘성 푸미 군에 속하는 캇 트엉의 작은 마을로 들어가 여자를 찾았다. 이들은 당시 21세의 판 티 마오(Phan Thi Mao)를 발견하고 손목을 낚아채어 끌고 다니며 때리고 희롱하였다. 매복지를 마련한 후 병사들은 돌아가며 마오를 강간하였다. 그 다음날 분대는 베트공과 교전이 있었고 저베이스와 토머스는 여자 때문에 분대가 발각될 것이 두려워졌다. 토머스는 덤불로 마오를 끌고가 자신의 사냥용 칼로 세 번 찔렀다. 그러나 마오는 여전히 죽지 않았고 도망치려 하였다. 세 명의 병사가 마오를 붙들고 있는 사이 토머스는 M16 소총을 마오의 머리에 발사하여 살해하였다.

## 이후
일등병 로버트 M 스토비는 분대에 함께 있었지만 이 일에 가담하지는 않았다. 작전을 마치고 복귀한 뒤 스토비는 이 일을 상관에게 알렸으나 아무런 조치도 취해지지 않았다. 스토비는 도저히 묵과할 수 없다고 생각하고 나머지 분대원을 군사법원에 고발하였다. 재판 동안 피해 진술은 판 티 마오의 자매가 진행하였다.
사건에 가담한 일등병 토머스, 일등병 피프리아노 가르시아, 그리고 일등병 조세프 가르시아는 1967년 3월과 4월에 각각 살인으로 병장 저베이스는 살인 공범으로 유죄 판결을 받았다. 이 가운데 직접 칼과 총으로 마오를 해친 일등병 토머스에게는 사형이 구형되었다. 그러나 법원은 사형 대신 1심에서 20년 형을, 2심에서는 8년 형을 선고하였다. 재판이 끝 날 시점에 토머스는 이미 형기의 반을 넘기고 있었다.
1991년 스티븐 캐봇 토머스는 다른 사건으로 다시 이름이 언론에 오르내렸다. 1991년 5월 17일 USS 사라토가 호에서 조지 로엡이 흑인 수병 해럴드 J. 맨스필드를 총으로 쏘아 살해한 사건에 대한 재판이 진행되었기 때문이다. 토머스와 로앱은 모두 백인 우월주의를 주장하는 창조자의 세계 교회라는 교단에 속해 있었다. 이 사건에서 토머스가 추가로 유죄 선고를 받지는 않았지만 법원은 1년간의 보호 관찰을 명령했다.

## 참고 자료
- Fitzpatrick, Tom (1989년 8월 30일). “There is yet more to Casualties of War”. 《Phoenix New Times》. 2010년 8월 8일에 원본 문서에서 보존된 문서. 2010년 7월 25일에 확인함.
- Lang, Daniel (1969년 10월 18일). “Casualties of War”. 《The New Yorker》. 61면. 2010년 7월 25일에 확인함.
- Lang, Daniel (1969). 《Casualties of War》. New York: Pocket Books.